# Теребля
Теребля (укр. Теребля) — река в Закарпатской области Украины, правый приток Тисы. Бассейн Дуная. Исток — Хустский район, возле оз. Синевир, слияние малых рек Ростока и Слобода. Впадает в р. Тиса у пос. Буштына. Длина реки — 91 км, площадь её водосборного бассейна — 750 км², уклон — 9,3 м/км, средняя глубина — 0,7 — 1,5 м.
Протекает по территории Хустского и Тячевского районов Закарпатской области. Долина V-образная. В верхнем и среднем течении пересекает Горганы и протекает глубокой, до 350 м, долиной. Ниже по течению долина трапециевидна, шириной до 3,5 км, выходит на Мармарошскую котловину. Пойма шириной до 60 м. Русло извилистое, порожистое в верхнем и среднем течении шириной 15 — 20 м.
Весенний разлив и паводки на протяжении всего года. В бассейне реки расположены минеральные источники, вблизи Драгова и Теребли. В реку есть сток из озера Синевир.

## Притоки
Правые: Млиновица, Становец, Дубрава, Зворец, Голинка, Рабачинка, Белый, Студеный, Новоселица.
Левые: Большая Уголька, Монастыр, Глисна, Быстрый, Стрентурский, Ольшанка, Сухар, Герсовец, Негровец, Ясеновец, Озерянка, Менчиловский.

## Использование
Используется для водоснабжения, рыболовства, потребностей гидроэнергетики. В среднем течении у с. Ольшаны (Вільшани) перегорожена плотиной, вода из водохранилища направляется через горный хребет в реку Рика по водоводу длиной 3,6 км, где используется для работы Теребля — Рикской ГЭС.

## Населённые пункты
Основные населённые пункты вдоль реки — сёла Синевирская Поляна, Синевир, Колочава, Ольшаны, Драгово, Угля, Теребля, Русское Поле, Буштына.